# استان فروزینونه
استان فروزینونه (به ایتالیایی: Provincia di Frosinone) یکی از استان‌های ناحیه لاتزیو در ایتالیا است. مرکز این استان، شهر فروزینونه است.
بر پایه آمار سال ۲۰۰۵ جمعیت این استان برابر با ۴۸۹٬۰۴۲ نفر و مساحت آن ۳٬۲۴۴ کیلومتر مربع است.